# سیارک ۴۰۲۱
سیارک ۴۰۲۱ (به انگلیسی: 4021 Dancey، نامگذاری:1981QD2) چهار هزار و بیست و یکمین سیارک کشف شده‌است که در ۳۰ اوت ۱۹۸۱ کشف شد.
قدر مطلق سیارک برابر ۱۳٫۸۰ است.